# Achipteria curta
Achipteria curta är en kvalsterart som beskrevs av Aoki 1970. Achipteria curta ingår i släktet Achipteria och familjen Achipteriidae. Inga underarter finns listade i Catalogue of Life.